# ديان ويست
ديان فيست (بالإنجليزية: Dianne Wiest)‏ مواليد 28 مارس 1948 في ميزوري، الولايات المتحدة، هي ممثلة أمريكية بدأت مسيرتها الفنية عام 1969. كما أنها من الفائزات بجوائز الأوسكار وجائزة إيمي وجائزة غولدن غلوب. حاصلة على جائزة الأوسكار 1994 لأفضل ممثلة مساعدة عن فيلم رصاص في برودواي.

## الأعمال
- هانا وأخواتها
- إدوارد ذو الأيدي المقصات
- رصاص في برودواي
- أنا سام
- روبوتات
- دان في الحياة الحقيقية
- الركاب
- سينكدوكي

## وصلات خارجية
- ديان ويست على موقع IMDb (الإنجليزية)
- ديان ويست على موقع الموسوعة البريطانية (الإنجليزية)
- ديان ويست على موقع روتن توميتوز (الإنجليزية)
- ديان ويست على موقع ألو سيني (الفرنسية)
- ديان ويست على موقع تيرنر كلاسيك موفيز (الإنجليزية)
- ديان ويست على موقع أول موفي (الإنجليزية)
- ديان ويست على موقع قاعدة بيانات برودواي على الإنترنت (الإنجليزية)
- ديان ويست على موقع قاعدة بيانات الأفلام السويدية (السويدية)
- ديان ويست على موقع إن إن دي بي (الإنجليزية)
- ديان ويست على موقع ديسكوغز (الإنجليزية)